# IPoDWDM
IP sobre DWDM (IPoDWDM por sus siglas en inglés) es una tecnología usada en redes de telecomunicaciones para integrar Routers IP y switches en Redes de Transporte Óptico (OTN, por sus siglas en inglés). Una solución IPoDWDM certificada es implementada sólo cuando los Routers o Switches IP soportan el protocolo ITU-T G.709. De esta forma los dispositivos IP pueden monitorear el camino óptico e implementar las funcionalidades de transporte como FEC (Forward Error Correction en inglés), especificada en el protocolo ITU-T G.709/Y.1331, o la funcionalidad Super FEC definida en el protocolo ITU-T G.975.1.

## Beneficios
El enfoque IPoDWDM permite reducir el OPEX (Gasto operacional) y el CAPEX (Gasto de capital), ya que optimiza el uso de los recursos al reducir la necesidad de chasis, procesadores, tarjetas de interfaces y, por lo tanto, reducir el consumo de energía. Este enfoque también simplifica el esquema de red, ya que elimina la capa intermedia SDH/SONET, y evita el uso de transponders DWDM.

## Multivendor
Una red DWDM puede ser implementada usando tecnologías de diferentes fabricantes siempre y cuando soporten el Alien Wavelengths transmission especifica en el protocolo ITU-T G.698.2.

## Alien Wavelengths
En el contexto de los sistemas DWDM, una longitud de onda externa (Alien Wavelength) es una señal óptica "colorida" que se origina en un equipo externo a la red de transmisión del operador. Esta técnica fue por primera vez mencionada en 2009
El transporte de Longitudes de Onda Externas (Alien Wavelength) involucra la transmisión en forma transparente de un canal óptico colorido, espectro óptico, sobre una infraestructura física de terceros ya desplegada. En otras palabras, el transporte de Longitudes de Onda Externas es una innovación, de uso creciente en la industria, que permite optimizar la utilización del espectro óptico en los operadores de redes de transporte de datos. El hecho que múltiples proveedores puedan coexistir y utilizar una fibra en común con separación a nivel de espectro óptico, permitiendo así escalar los servicios de red con una baja inversión de capital.
Un ejemplo práctico de una implementación de Longitudes de Onda Externas (Alien Wavelength) es que un Carrier dueño de la infraestructura óptica ofrece servicios a terceros sin conversión de un transponder por parte del Carrier dueño de la red de transmisión óptica (OTN). La posibilidad de agregar Longitud de Onda Externas (Alien Wavelengths) en un sistema actual sin impacto en servicios existentes ha resultado en una rápida aceptación de esta tecnología por parte de la comunidad de Operadores de redes de transporte.